# Municipio de Clarion (Pensilvania)
El municipio de Clarion (en inglés: Clarion Township) es un municipio ubicado en el condado de Clarion en el estado estadounidense de Pensilvania. En el año 2000 tenía una población de 3,273 habitantes y una densidad poblacional de 40.1 personas por km².

## Geografía
El municipio de Clarion se encuentra ubicado en las coordenadas 41°12′01″N 79°19′26″O / 41.20028, -79.32389.

## Demografía
Según la Oficina del Censo en 2000 los ingresos medios por hogar en la localidad eran de $28,818 y los ingresos medios por familia eran de $34,091. Los hombres tenían unos ingresos medios de $27,240 frente a los $16,642 para las mujeres. La renta per cápita de la localidad era de $16,442. Alrededor del 16,7% de la población estaba por debajo del umbral de pobreza.